# Barbara Erni
Maria Barbara Erni, còn được gọi là Goldene Boos, (sinh ngày 15 tháng 2 năm 1743 tại Altenstadt gần Feldkirch; mất ngày 26 tháng 2 năm 1785 tại Eschen) là một kẻ lang thang, trộm cắp bằng những chiêu trò bịp bợm. Cô là người cuối cùng bị xử tử tại Thân vương quốc Liechtenstein và vụ hành quyết diễn ra dưới triều đại của Thân vương Alois I.

## Vụ án
Vào ngày 27 tháng 5 năm 1784, Barbara Erni bị bắt quả tang đang lén lút trộm cắp "ở Müsnen" (khu vực Mösma phía trên làng Eschen). Vì cô ấy đã được chứng minh phạm phải 3 lần trộm cắp, nên đã bị kết án tử hình bởi Constitutio Criminalis Carolina (được xem là Luật hình sự đầu tiên của Đức). Quá trình xử diễn ra trước nhà nguyện Rofenberg. Vụ hành quyết diễn ra tại Güdigen và được thực hiện bởi đao phủ người Bregenz vào ngày 26 tháng 2 năm 1785, bằng gươm. Sự kiện này đã thu hút khoảng 1.000 người. Kể từ đó, không có bất kỳ ai ở Liechtenstein bị án tử hình, cho đến khi nhà nước này tuyên bố bãi bỏ án tử hình vào năm 1987.

## Truyền thuyết
Số phận của cô sớm được đưa vào Huyền thoại Liechtenstein và là một trong những sử thi nổi tiếng ngày nay. Theo truyền thuyết, Erni là một phụ nữ có mái tóc vàng đỏ và có sức khoẻ tuyệt vời, cô đã đi khắp các vùng nông thôn châu Âu với một chiếc rương để đựng các vật phẩm mà mình ăn cắp được. Bất cứ nơi nào cô ấy nghỉ qua đêm, cô đều yêu cầu khoá chiếc rương của mình trong căn phòng tốt và an toàn nhất. Sau khi màn đêm buông xuống, một người đàn ông nhỏ con sẽ chui ra từ chiếc rương và ăn trộm những vật có giá trị từ căn phòng đó, sau đó Erni và người đàn ông đó sẽ bỏ trốn trong đêm. Kế hoạch này hiệu quả với Erni trong nhiều năm và cô trở nên giàu có. Hiện chưa rõ người nam đồng phạm của cô tên gì.